# Bonnoeil
Bonnoeil é uma comuna francesa na região administrativa da Normandia, no departamento Calvados. Estende-se por uma área de 7,06 km². Em 2010 a comuna tinha 127 habitantes (densidade: 18 hab./km²).